# Лоні Андерсон
Лоні Андерсон — американська акторка. Роль портьє Дженніфер Марлоу в ситкомі CBS WKRP у Цинциннаті принесла їй три премії «Золотий глобус» і дві номінації на премію «Еммі».

## Фільмографія
| Рік |  | Українська назва | Оригінальна назва | Роль |
| --- |  | ---------------- | ----------------- | ---- |